# Huascarán
L'Huascarán, amb 6.768 metres, és el cim més alt del Perú i el quart més alt de l'Amèrica del Sud. Es troba a la Serralada Blanca, als Andes centrals peruans, a la província de Yungay, regió d'Ancash. Dins el Parc Nacional del Huascarán.
Es caracteritza per tenir dos cims: el més alt, l'Huascarán Sud (6.768 m) és separat pel coll de la collada de l'Huascarán Nord, de 6.655 metres.

## Origen del nom
El seu nom prové del quítxua waskha (cadena) i ran (pedres o muntanyes rocoses). Huascarán significa, doncs, cadena de muntanyes. Existeixen diverses llegendes sobre l'origen del nom Huascarán, però la més versemblant és que «l'inca Huayna Cápac al seu pas per Yungay va donar el nom del seu fill primogènit Huàscar a la muntanya més alta i bella», per la qual cosa Huascarán també significa «La muntanya d'Huàscar».

## Primera ascensió
La primera ascensió al Huascarán es realitzà el 20 de juliol de 1932 per una expedició germano-austríaca, encapçalada per par H. Bernhard, E. Hein, H. Hoerlin, i E. Schneider.
El cim nord fou assolit el 1908 per una expedició nord-americana en la qual va prendre part Annie Smith Peck. La primera ascensió d'un equip peruà es va realitzar el 4 d'agost de 1953. L'expedició està formada per Fortunato Mautino, Guido Yánac, Macario Ángeles, Apolonio Yánac, Felipe Mautino, Guido Yánac.

## Altres
- El 31 de maig de 1970, un gran terratrèmol va causar el despreniment d'una gran quantitat de gel, neu i pedres del seu cim nord, provocant la total desaparició de la ciutat de Yungay, la mort de més de 20.000 persones i la desolació de bona part dels voltants.

- De juliol a setembre de 1979, l'alpinista i metge Nicolas Jaeger va viure 60 dies, sol, a 6.700m, just al costat del cim de l'Huascaran, per estudiar els efectes de la hipòxia sobre el seu organisme. De resultes de l'experiència realitzà la pel·lícula Operació Supervivència.

- La muntanya i els voltants estan inclosos dins el Parc Nacional de Huascarán, declarat Patrimoni de la Humanitat el 1985.